# Mike Colter
Mike Randal Colter (Columbia, 26 agosto 1976) è un attore statunitense.

## Biografia
È nato a Columbia il 26 agosto 1976. Nel 1999 ha ottenuto un diploma in teatro presso la University of South Carolina, e successivamente ha conseguito il Master of Fine Arts in recitazione presso la Rutgers University. È cugino di Viola Davis.
Ha debuttato come attore a 25 anni come guest star nella serie televisiva E.R. - Medici in prima linea. Ha poi esordito al cinema interpretando il pugile Big Willie Little nel film Million Dollar Baby, diretto da Clint Eastwood nel 2004. Ha preso inoltre parte a serie televisive come Strepitose Parkers, Royal Pains, The Good Wife e Ringer, oltre a diversi film per la televisione. Il 22 dicembre 2014 viene scelto per interpretare Carl Lucas / Luke Cage nella serie televisiva Jessica Jones, prodotta dalla Marvel Television.
Nel 2016 è il protagonista della serie televisiva Luke Cage, dove interpreta l'omonimo supereroe. Nel 2017 l'attore è poi tornato a vestire i panni del supereroe nella miniserie televisiva crossover Marvel The Defenders, accanto ai supereroi Daredevil, Jessica Jones e Iron Fist, e inoltre ha partecipato al film Il viaggio delle ragazze. Nel 2018 riprende il ruolo del supereroe nella seconda e ultima stagione di Luke Cage.

## Filmografia

### Cinema
- Million Dollar Baby, regia di Clint Eastwood (2004)
- Brooklyn Lobster, regia di Kevin Jordan (2005)
- And Then Came Love, regia di Richard Schenkman (2007)
- Salt, regia di Phillip Noyce (2010)
- Men in Black 3, regia di Barry Sonnenfeld (2012)
- Zero Dark Thirty, regia di Kathryn Bigelow (2012)
- America Is Still the Place, regia di Patrick Gilles (2015)
- Il viaggio delle ragazze (Girls Trip), regia di Malcolm D. Lee (2017)
- Extinction, regia di Ben Young (2018)
- Skin, regia di Guy Nattiv (2018)
- Atto di fede (Breakthrough), regia di Roxann Dawson (2019)
- La legge dei più forti (Black and Blue), regia di Deon Taylor (2019)
- Fatale - Doppio inganno (Fatale), regia di Deon Taylor (2020)
- Carter (Kateo), regia di Byeong-gil Jeong (2022)
- The Plane (Plane), regia di Jean-François Richet (2023)
- The Union, regia di Julian Farino (2024)

### Televisione
- E.R. - Medici in prima linea (ER) – serie TV, episodio 9x10 (2002)
- Strepitose Parkers – serie TV, episodio 4x11 (2002)
- Law & Order - Il verdetto (Law & Order: Trial by Jury) – serie TV, episodio 1x10 (2005)
- Le campane d'argento (Silver Bells), regia di Dick Lowry – film TV (2005)
- Law & Order: Criminal Intent – serie TV, episodio 6x13 (2007)
- Solving Charlie, regia di Gregory Hoblit – film TV (2009)
- Taking Chance - Il ritorno di un eroe (Taking Chance), regia di Ross Katz – film TV (2009)
- Law & Order - Unità vittime speciali (Law & Order: Special Victims Unit) – serie TV, episodio 10x17 (2009)
- Royal Pains – serie TV, episodio 2x02 (2010)
- The Good Wife – serie TV, 21 episodi (2010-2015)
- Blue Bloods – serie TV, episodio 1x22 (2011)
- Ringer – serie TV, 14 episodi (2011-2012)
- The Following – serie TV, 8 episodi (2013-2015)
- Criminal Minds – serie TV, episodio 9x03 (2013)
- American Horror Story – serie TV, episodi 3x09-3x10-3x11 (2013-2014)
- Halo: Nightfall – serie TV, 5 episodi (2014)
- Agent X – serie TV, 8 episodi (2015)
- Jessica Jones – serie TV, 7 episodi (2015)
- Luke Cage – serie TV, 26 episodi (2016-2018)
- The Defenders – miniserie TV, 8 episodi (2017)
- The Good Fight – serie TV, episodio 2x10 (2018)
- Evil – serie TV, 50 episodi (2019-2024)

## Doppiatori italiani
Nelle versioni in italiano delle opere in cui ha recitato, Mike Colter è stato doppiato da:
- Metello Mori in Jessica Jones, Luke Cage, The Defenders, Extincion, Piccole creature, Social Distance
- Enrico Di Troia in Million Dollar Baby, Ringer
- Massimo Bitossi in American Horror Story, The Following
- Alberto Sette in Law & Order: Criminal Intent
- Massimo De Ambrosis in Criminal Minds
- Roberto Draghetti in Taking Chance - Il ritorno di un eroe
- Dario Oppido in The Good Wife
- Stefano Mondini in Men in Black 3
- Matteo Brusamonti in Halo: Nightfall
- Alberto Angrisano in Agent X
- Simone Mori in Il viaggio delle ragazze
- Alessandro Messina in The Good Fight
- Riccardo Scarafoni in Atto di fede
- Francesco Rizzi ne La legge dei più forti
- Gabriele Sabatini in Evil
- Fabrizio Dolce in The Plane
- Marco Vivio in The Union